# 5643 Roques
5643 Roques eller 1990 QC2 är en asteroid i huvudbältet som upptäcktes den 22 augusti 1990 av den amerikanske astronomen Henry E. Holt vid Palomarobservatoriet. Den är uppkallad efter den franska astronomen Françoise Roques.
Den tillhör asteroidgruppen Flora.